# Befeta
Befeta è una città e comune del Madagascar situata nel distretto di Ambohimahasoa, regione di Haute Matsiatra. 
La popolazione del comune rilevata nel censimento 2001 era pari a 13 456 unità.